# Distretto di Treptow
Il distretto di Treptow (in tedesco Bezirk Treptow; IPA: [ˈtreːptoː]) era un distretto della città tedesca di Berlino.

## Storia
Il distretto di Treptow fu creato nel 1920 in seguito alla legge istitutiva della “Grande Berlino”, con la quale venivano annessi alla capitale tedesca una serie di città, comuni rurali e territori agricoli dell’immediato circondario.

Il distretto, indicato con il numero 15, comprese le aree fino ad allora costituenti i comuni rurali di Treptow, Adlershof, Alt-Glienicke, Johannisthal, Niederschöneweide e Oberschöneweide, e il territorio agricolo della Wuhlheide.
Nel 1945 il distretto fu assegnato al settore di occupazione sovietico e quindi a Berlino Est.
Nel 2001, nell’ambito della riforma amministrativa dei distretti berlinesi, il distretto di Treptow venne fuso con il distretto di Köpenick, creando il nuovo distretto di Treptow-Köpenick.
L’area dell’ex distretto di Treptow corrisponde oggi ai quartieri di Adlershof, Alt-Treptow, Altglienicke, Baumschulenweg, Bohnsdorf, Johannisthal, Niederschöneweide e Plänterwald.